# Nicodème
Pour les articles homonymes, voir Nicodème (homonymie) et Saint-Nicodème.
Ne doit pas être confondu avec Nicomède.
Nicodème (en grec ancien : Νικόδημος, Nikódēmos) est un des premiers disciples de Jésus. Pharisien et membre du Sanhédrin, Nicodème apparaît trois fois dans l’Évangile selon Jean : il va écouter son enseignement (Jn 3. 1-21), il prend sa défense lorsqu’il est malmené par les pharisiens (Jn 7. 45-51), il aide Joseph d’Arimathie lors de la Descente de croix et la Mise au tombeau (Jn 19. 39-42).
Pour la tradition chrétienne antique, c'est l'un des trois dirigeants pharisiens qui sont secrètement disciples de Jésus avec Gamaliel l'Ancien (Clément, Recognitiones, 1, 65) et Joseph d'Arimathie.
Son nom est formé en grec ancien sur les deux noms de νίκη nikê, « victoire » et δῆμος dêmos, « peuple ». Il vient probablement de la translittération du nom hébreu, Niqdamon.
L’Évangile de Nicodème (aussi appelé Actes de Pilate) est un évangile apocryphe, qui raconte de façon très détaillée le procès de Jésus. C'est l'un des rares textes chrétiens qui relate la descente aux Enfers du Christ.
La fête de saint Nicodème est célébrée la 31 août, le même jour que celle de saint Joseph d’Arimathie.

## Dans l'Évangile selon Jean

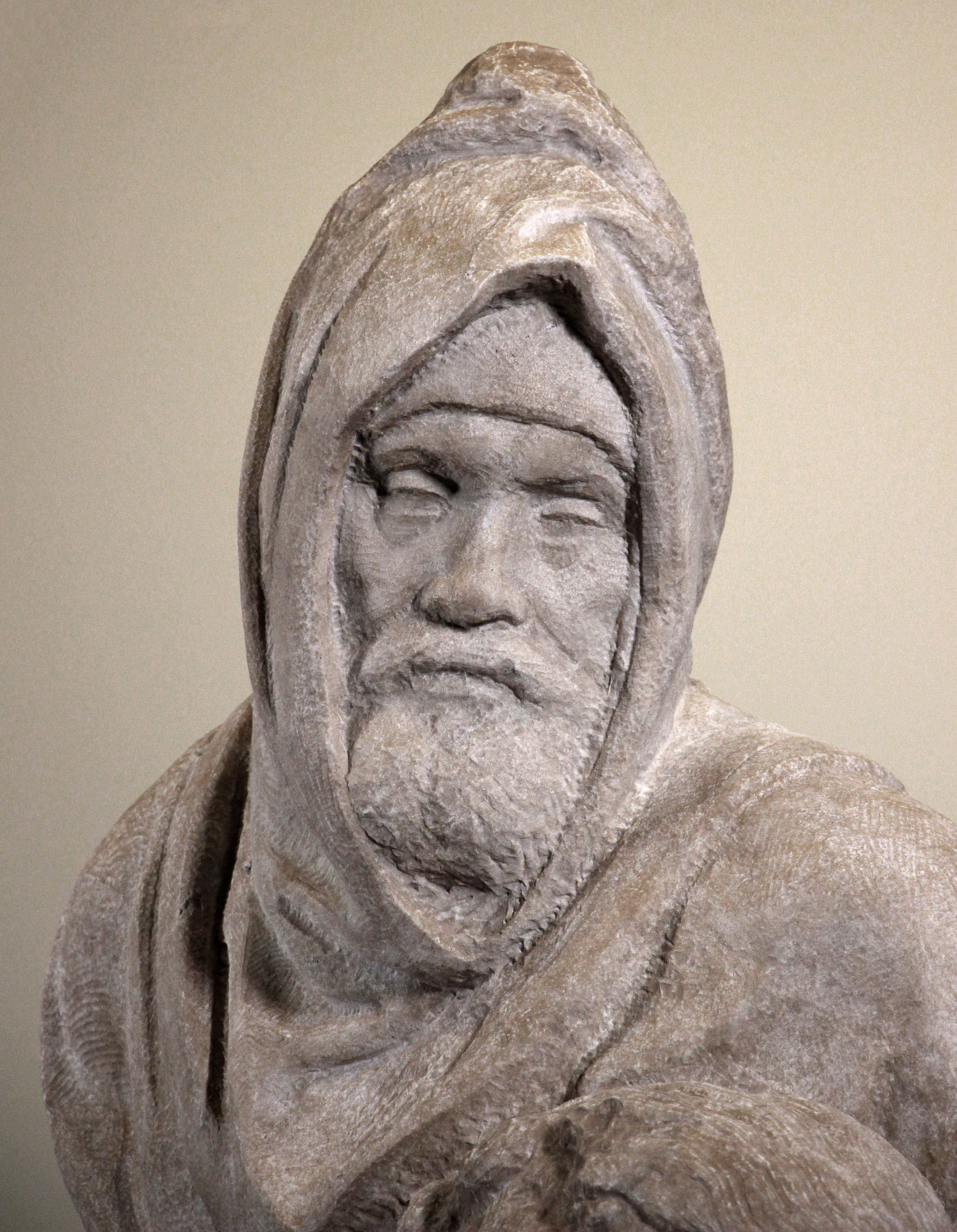
Nicodème par Michel-Ange (Pietà Bandini).

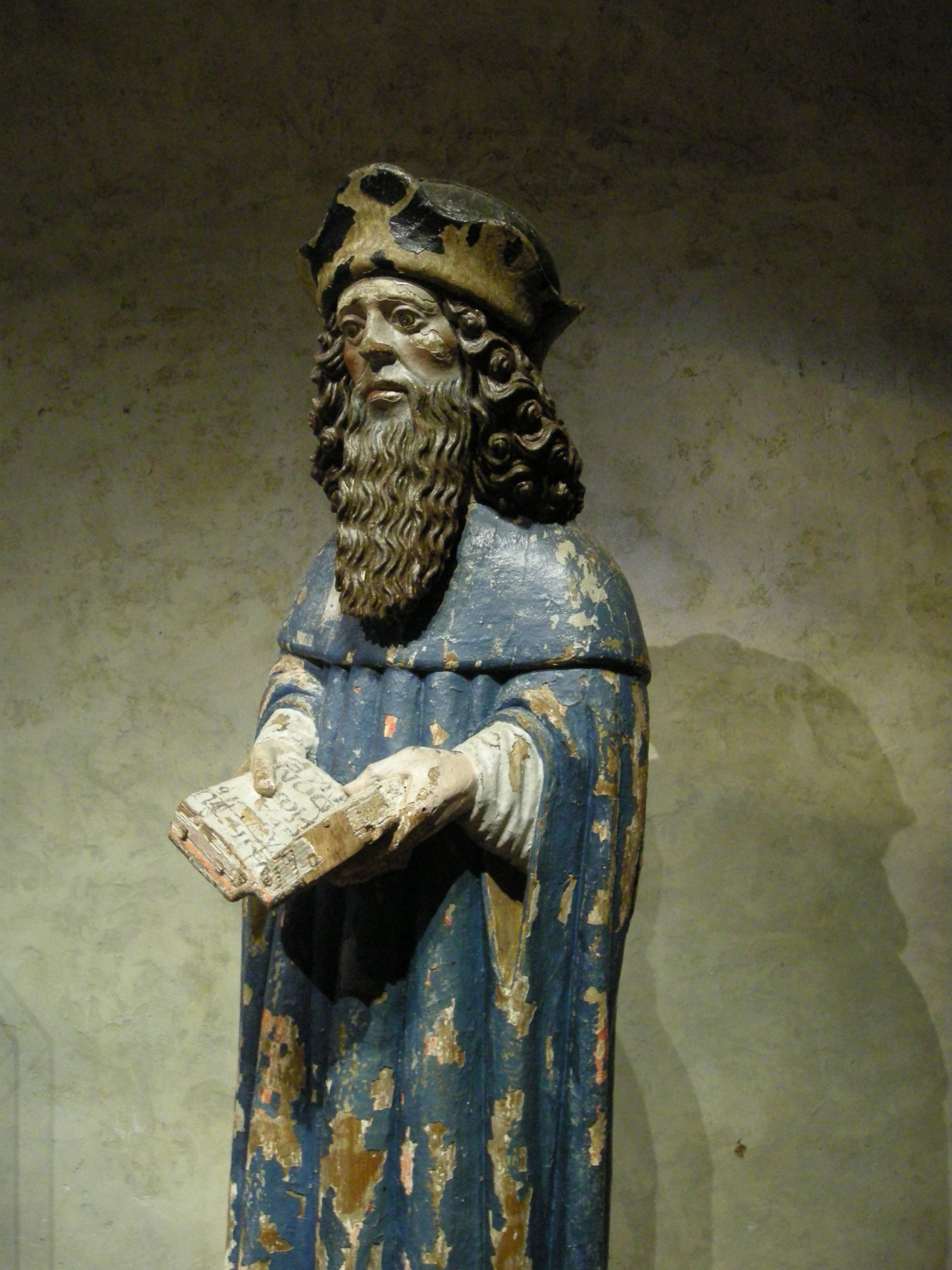
Statue en bois de saint Nicodème (Bourgogne).

Au tout début de cet évangile, Nicodème, « Pharisien et chef des Juifs », vient rencontrer secrètement Jésus de nuit pendant que celui-ci se trouve à nouveau à Jérusalem. Dans les trois évangiles synoptiques, qui n'ont retenu qu'une seule montée du Christ à Jérusalem, cette expulsion des marchands du Temple se trouve à la fin du texte et figure parmi les causes de l'arrestation de Jésus conduisant à sa crucifixion le lendemain.
Pour interpréter l’entrevue entre Jésus et Nicodème, il convient de tenir compte de la chronologie indiquée par l’évangéliste, de la symbolique de la nuit et des thèmes abordés au cours de l’entretien. La nuit du chapitre 3 se rattache au contexte pascal dont il est question depuis le chapitre 2, 13 : il s’agit des fêtes de la première Pâque de Jésus, la Pâque juive. La plupart des commentateurs ont cru que Nicodème venait trouver Jésus « de nuit » par peur de se compromettre aux yeux des juifs. Mais cette interprétation, fondée sur une lecture rétrospective de l’évangile, est en réalité erronée puisqu’au chapitre 3 Jésus connaît un succès de foule, sans nulle hostilité de la part des juifs. Nicodème dit à Jésus : « Rabbi, nous savons (en grec ancien : οἴδαμεν) que tu es un docteur venu de Dieu, car personne ne peut faire ces miracles que tu fais, si Dieu n’est avec lui ». Cependant, cet acte de foi de la part de Nicodème se révèle imparfait et inadéquat : il caractérise ces hommes impressionnés par les miracles, mais dont Jésus se méfie, car ils ne reconnaissent en lui qu’un maître parmi d’autres, envoyé par Dieu, accrédité par les signes, un roi-messie terrestre. C'est ce que saint Augustin, évoquant Nicodème, souligne dans son Tractatus in Iohannis Evangelium
: Quamvis ad Iesum venerit, tamen quia nocte venit, adhuc de tenebris carnis suæ loquitur.

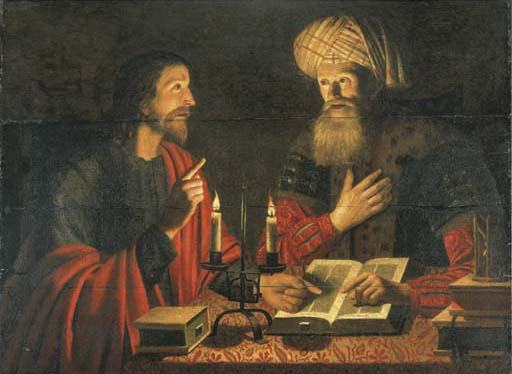
Jésus et Nicodème, Crijn Hendricksz Volmarijn (première moitié du XVII).

Lors de cette rencontre, Jésus transmet son enseignement à Nicodème (Jn 3. 1-21). L’enseignement sur la nouvelle naissance « d’eau et d’Esprit » est très explicitement une allusion au sacrement du baptême, le Christ développant à cet instant une théologie de la transcendance d’après laquelle il est « celui qui est descendu du ciel » (verset 13) ; mais les questions naïves de Nicodème montrent qu’il n’en comprend pas le sens .
Dans un autre passage de l'évangile selon Jean (Jn 7. 45-51), à nouveau lors des fêtes de Pessah, alors que Jésus est présent à Jérusalem, Nicodème prend la défense de ce dernier — dont il est précisé qu'il n'a pas encore 50 ans (Jn 8. 57)  — dans une réunion du sanhédrin, après l'échec d'une arrestation de Jésus par la garde du Temple. Il rappelle aux autres membres de l'assemblée la règle suivante : « Notre loi ne permet pas de condamner un homme sans l'avoir entendu ». Ce à quoi les pharisiens lui répondent : « Tu n'es tout de même pas Galiléen toi aussi ? Examine [les textes] et vois que de Galilée, il ne se lève pas de prophète. » Selon les spécialistes du judéo-christianisme, Galiléen a été l'une des plus anciennes dénominations du mouvement des nazôréens créé par Jésus.
Dans un dernier passage, il aide Joseph d’Arimathie lors de la Mise au tombeau de Jésus (Jn 19. 39-42), une tâche que Joseph d’Arimathie accomplit seul dans les évangiles synoptiques. Pour l'embaumer, Nicodème apporte cent livres de myrrhe et d'aloès (Jean 19,39).

## Identification avec Nicodème ben Gorion
Certains auteurs, dont des historiens spécialistes de la période et de la région, l'identifient avec Nicodème ben Gorion,. Le Talmud (Sanhédrin 43a) indique que Jésus avait un disciple nommé Buni, l'autre nom sous lequel Nicodème ben Gorion est connu. Toutefois, cette identification ne fait pas consensus et certains exégètes estiment que le Buni, disciple de Jésus, désigne en fait Jean de Zébédée.

## Sépulture

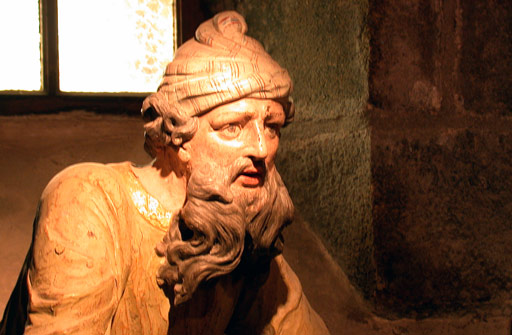
Nicodème au sépulcre de Saint-Thégonnec.

La tradition chrétienne garde le souvenir de l'apparition de Gamaliel au prêtre Lucien, curé de Cafargamala (Kfar-Gamala) le vendredi 3 août 415, le rabbi indiquant où se trouvait sa relique qui aurait été alors retrouvée dans le même tombeau que celle de son fils Abibas, ainsi que saint Étienne et saint Nicodème. Une représentation de cette tradition figure sur des tapisseries conservées au musée national du Moyen Âge à Paris.

## Postérité

### Culte
Nicodème est célébré comme saint par l'Église catholique romaine et célébré localement le 3 août, jour de la découverte de sa tombe par le prêtre Lucien à Kfar-Gamala. Pour certaines Églises orientales, la découverte de sa sépulture aurait eu lieu le 2 août, c'est donc à cette date que sa mémoire est célébrée.
Une chapelle et une fontaine lui sont dédiées à Pluméliau, ainsi qu'à Quéven, deux communes du Morbihan.
En Italie, le crucifix de Lucques, crucifix de bois de cèdre, aurait été sculpté par lui en Judée, puis récupéré par la ville de Lucques au Moyen Âge et vénéré car ayant contenu des reliques du Christ. Le visage du Christ, qui aurait été sculpté par un ange, est vénéré comme miraculeux, comme Volto Santo, dans un tempietto du Duomo de la ville. Une autre tradition légendaire assure que le crucifix de Majesté Batlló en Catalogne a été également sculpté par lui[réf. nécessaire].

### Dans les arts

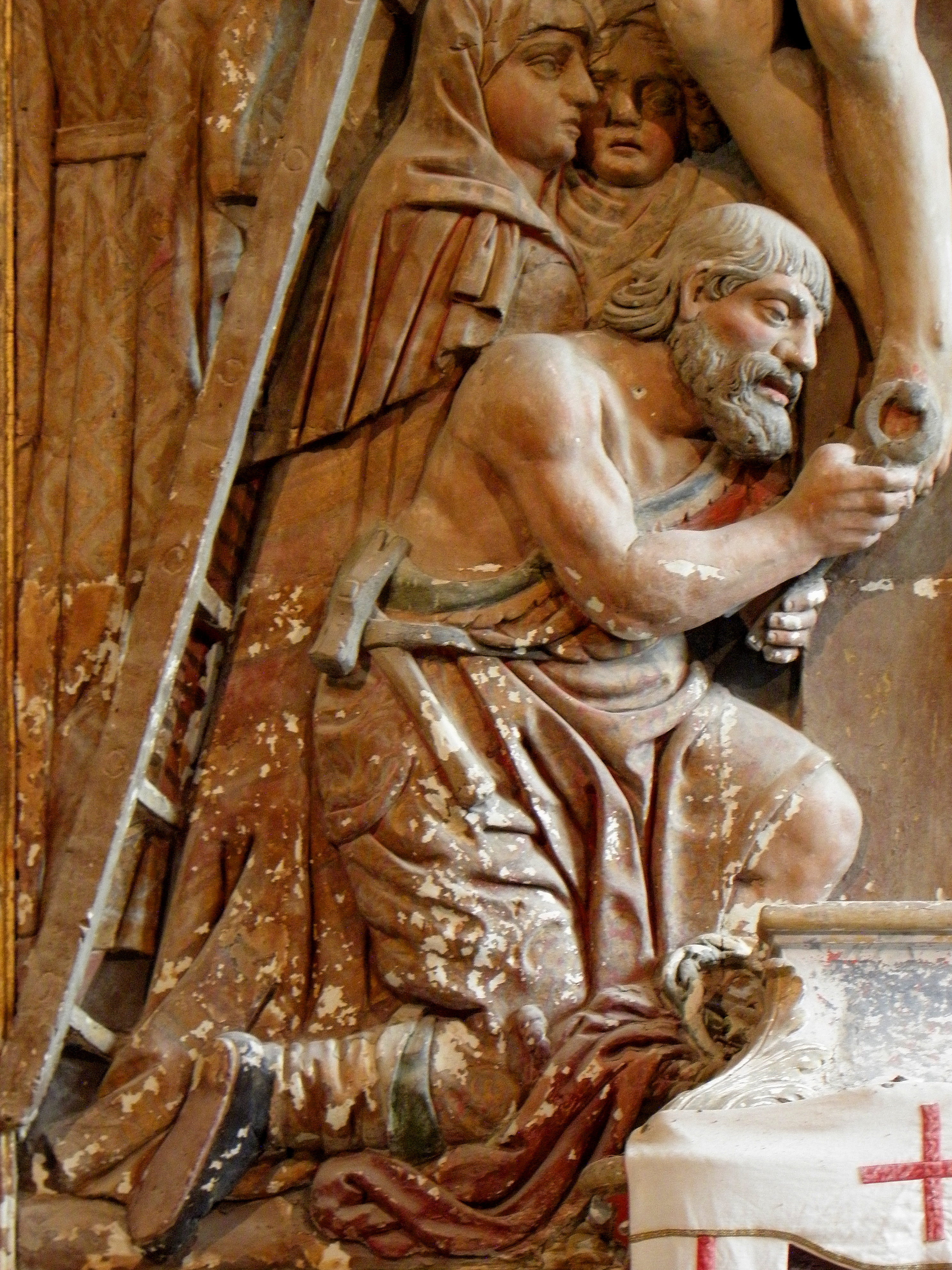
Le retable de la Descente de croix, dans la chapelle de Saint-Nicodème de Pluméliau, comporte douze personnages dont Nicodème qui tient une paire de tenailles et arrache les clous des pieds du Christ.

Joseph d'Arimathie et Nicodème sont souvent traditionnellement représentés dans la descente de croix, le premier portant tout le poids du Christ et le second un marteau ou des tenailles à la main pour déclouer les pieds et les mains du Christ. Ils sont parfois chacun sur un escabeau ou sur une échelle.

### Dérivés du nom Nicodème
Le nom de Nicodème a donné naissance au substantif « nicodémisme » qui désigne la précarité d’une foi encore imparfaite et une attitude de dissimulation par crainte d'affirmer ses opinions — ce qui est symboliquement marqué par la nuit de la Pâque qui enveloppe la démarche de Nicodème, venu trouver Jésus pour ne pas être aperçu. — Familièrement, le substantif et adjectif « nigaud » est également dérivé de Nicodème. En effet, dans l'évangile selon Jean (III, 4), Nicodème pose des questions à Jésus qui ont été jugées ingénues par la tradition chrétienne (Jn 3. 1-21). Son nom a donc été utilisé pour désigner quelqu'un de naïf ou de niais.